# Constantia (Le Cap)
Constantia est une banlieue aisée de la ville du Cap en Afrique du Sud, située à environ 15 kilomètres au sud-est du centre du City Bowl, au pied de Constantiaberg.

## Localisation
La banlieue de Constantia se situe à l'ouest de Wynberg et de Plumstead, au sud de Bishopscourt, au nord de Bergvliet et de Tokai et sur les pentes orientales inférieures de Constantiaberg. 

## Zone urbaine
La zone urbaine regroupe plusieurs quartiers urbains ou semi-ruraux de la ville du Cap :
| Quartier           | Référence | Superficie (km2) | Population (2011) | Langue maternelle dominante |
| ------------------ | --------- | ---------------- | ----------------- | --------------------------- |
| Airlie             | 199041095 | 0.26             | 312               | Anglais                     |
| Alphen             | 199041053 | 2.32             | 754               | Anglais                     |
| Barbarossa         | 199041081 | 0.57             | 927               | Anglais                     |
| Belle Constantia   | 199041087 | 1.29             | 898               | Anglais                     |
| Bel Ombre          | 199041069 | 2.02             | 1 045             | Anglais                     |
| Constantia         | 199041073 | 5.90             | 909               | Afrikaans, anglais          |
| Constantia Heights | 199041052 | 1.99             | 763               | Anglais                     |
| Constantia Vale    | 199041090 | 0.30             | 149               | Anglais                     |
| Constantia Village | 199041089 | 0.05             | 73                | Anglais                     |
| Deurdrif           | 199041083 | 098              | 1 381             | Anglais                     |
| Eagles Nest        | 199041072 | 0.47             | 18                | Anglais                     |
| Fir Grove          | 199041096 | 0.64             | 837               | Anglais                     |
| Glen Alpine        | 199041071 | 0.76             | 50                | Anglais, afrikaans          |
| Graylands          | 199041088 | 0.24             | 150               | Anglais                     |
| Hope of Constantia | 199041093 | 0.47             | 125               | Anglais                     |
| Huis-In-Bos        | 199041092 | 0.59             | 357               | Anglais                     |
| Nova Constantia    | 199041094 | 0.65             | 448               | Anglais                     |
| Rust-En-Vrede      | 199041075 | 0.17             | 488               | Anglais                     |
| Sillery            | 199041091 | 0.61             | 213               | Anglais                     |
| Silverhurst        | 199041074 | 1.19             | 1 222             | Anglais                     |
| Sweet Valley       | 199041097 | 0.51             | 331               | Anglais                     |
| The Vines          | 199041084 | 0.52             | 674               | Anglais                     |
| Witteboomen        | 199041070 | 1.36             | 440               | Anglais                     |

## Démographie
L'ensemble de la banlieue urbaine et rurale de Constantia regroupe 12 564 résidents (selon le recensement de 2011). Ceux-ci sont principalement issus de la communauté blanche (78,5 %), largement majoritaire dans tous les quartiers (100% à Eagles Nest) à l'exception de celui rural de Constantia (43,12%). 
Les communautés métis et coloured, population majoritaire au Cap, représentent 8,1 % des habitants (44,22% des habitants du quartier semi-rural de Constantia) tandis que les noirs, population majoritaire dans le pays, représentent 9,4 % des résidents (28% à Glen Alpine et à Hope of Constantia).
Les habitants sont à 83,3 % de langue maternelle anglaise, à 9,4 % de langue maternelle afrikaans et à 2 % de langue maternelle xhosa.

## Historique

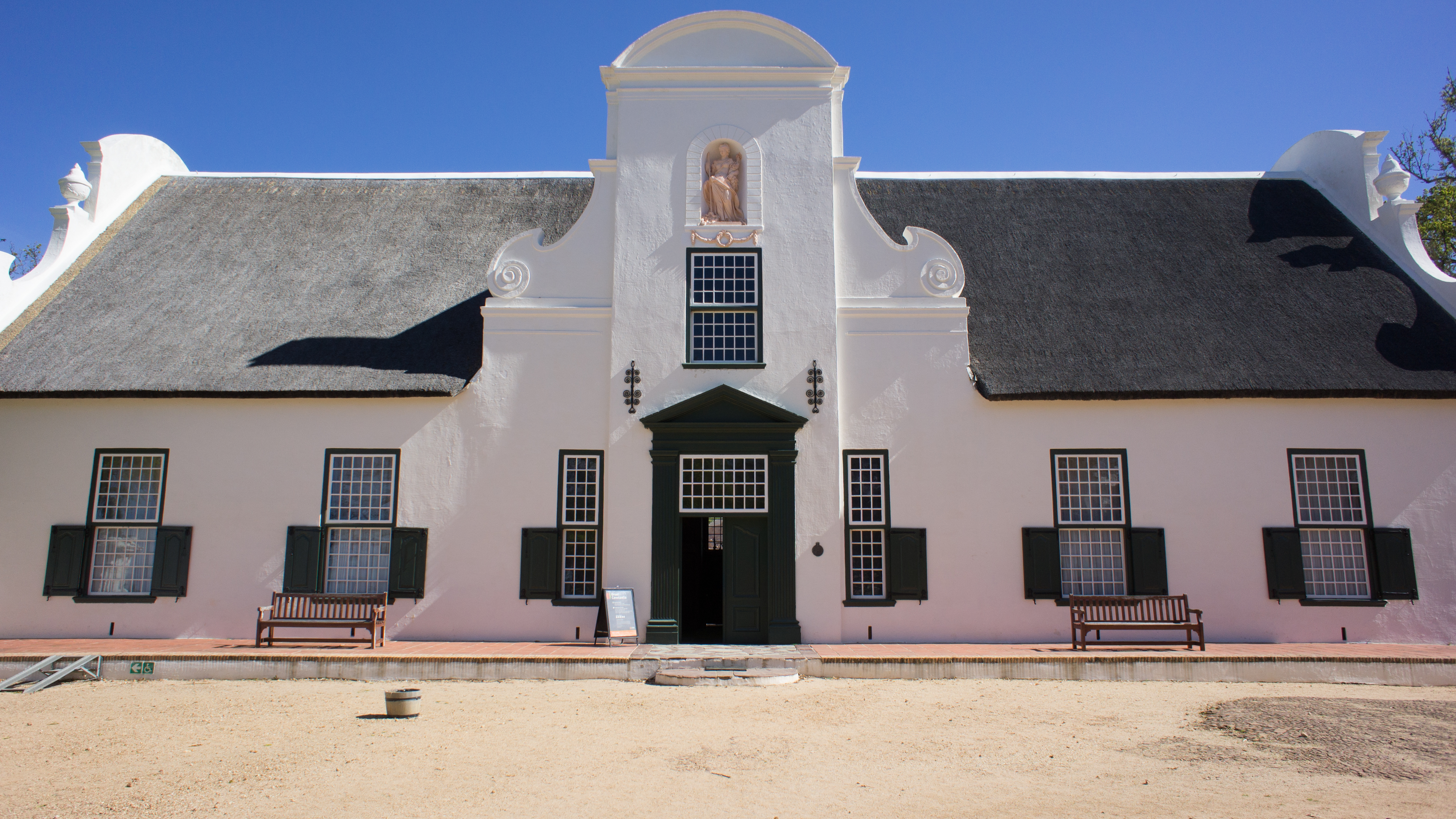
Groot Constantia, un manoir viticole typique de l'architecture hollandaise du Cap situé à Constantia

Constantia est l'un des plus anciens faubourgs de la ville du Cap et est réputé pour son vin. Situé dans le district de Wynberg, la vallée de Constantia tire son nom du domaine viticole de Groot Constantia, créé en 1684 par Simon van der Stel, le gouverneur hollandais de la colonie du Cap. Il est supposé que le nom est celui de Constanza, fille de Rijckloff van Goens, bienfaiteur du gouverneur. 

D'autres exploitations viticoles remarquables sont également créées dans la vallée telle que  Steenberg (montagne de pierre), Buitenverwachting, Klein Constantia et Constantia Uitsig.
Quelques années plus tôt, en 1661, à la suite de la conquête hollandaise de Sumatra, le cheikh Abdurachman Matebe Shah et son compagnon Cheikh Mahmoud avaient été bannis à Constantia. Le "kramat" (tombeau d'un homme saint) de Klein Constantia a été construit sur le site où Cheikh Abdurachman est supposé être décédé en 1681 ou 1682. Cheikh Abdurachman est considéré comme l'une des trois personnes à avoir introduit l'islam en Afrique du Sud.
Après la mort de van der Stel en 1712, son domaine viticole est morcelé d'abord en deux (Groot Constantia et Bergvliet)puis encore en deux (Hoop of Constantia et Witteboomen).
En 2000, Constantia intègre, en tant que quartier de la ville du Cap, la nouvelle municipalité du Cap au périmètre étendu à l'ensemble de la péninsule du Cap.

## Politique
De 1953 à 1994, Constantia constitue une circonscription électorale de la banlieue sud du Cap, issue notamment du redécoupage de la circonscription de Claremont. Durant cette période, le siège de député est successivement détenu par le Parti uni puis par le Parti progressiste fédéral.
De 1953 à 1970, Sidney Frank Waterson (UP) représente la circonscription au parlement sud-africain.
En 1960, les électeurs de la circonscription se prononcent majoritairement contre l'établissement d'une république à la place de l'Union de l'Afrique du Sud.
Au plan local, depuis la refondation de la municipalité du Cap en 2000, Constantia est située dans le 20e arrondissement (sub council 20) et se partage entre trois circonscriptions municipales. 
- la circonscription municipale 62 (Bishopscourt - Constantia - Fernwood - Plumstead à l'ouest de la ligne de chemin de fer - Porter Estate - Table Mountain - Trovato - Upper Newlands - Wynberg) dont le conseiller municipal est Elizabeth Brunette (Alliance démocratique)[2].
- la circonscription municipale 71 (Kirstenhof - Tokai - Steenberg - Retreat - Cape Farms District H au sud-est de Hout Bay et sud-ouest de Constantia, ouest de Tokai/Muizenberg, nord-ouest de St. James) - Lakeside - Heathfield - Bergvliet) dont le conseiller municipal est Penelope East[3]
- la circonscription municipale 73 dont le conseiller municipal est Carol Bew (Southfield - Plumstead - Constantia au sud de Main Road, ouest de Diep River, St Joans Road et Boundary Road, nord de Kendal Road, est de Simon van der Stel Drive - Meadowridge -[4]

## Tourisme

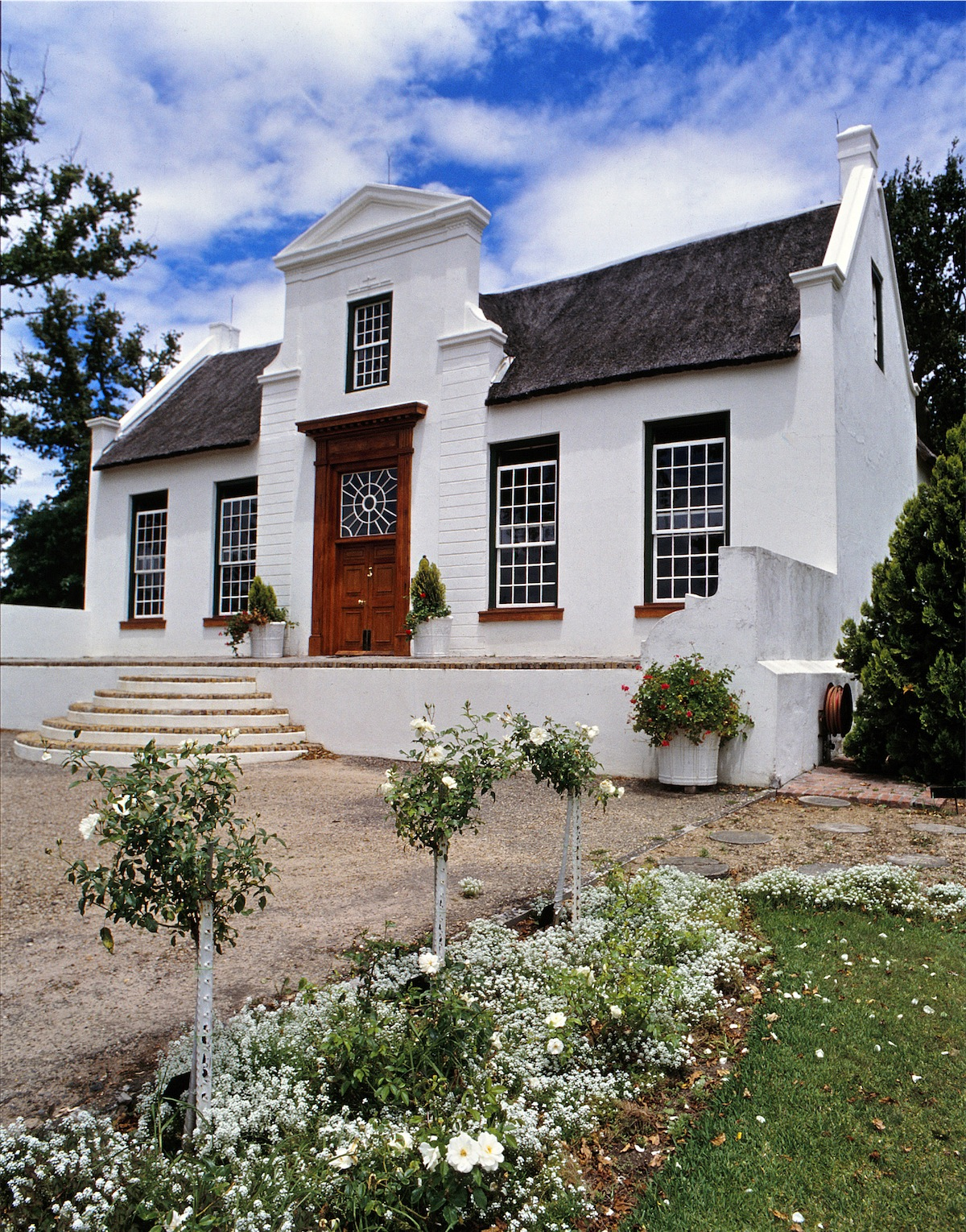
Nova Constantia

Constantia est une des zones du Cap, située en dehors du City Bowl, les plus appréciées des visiteurs et des touristes étrangers, notamment pour ses propriétés viticoles d'architecture néerlandaise du Cap.